# Nejmeddin Daghfous
Nejmeddin Daghfous, né le 1er octobre 1986, est un footballeur tunisien évolue au poste de milieu de terrain avec le FC Würzburger Kickers en bundesliga2. Il a aussi une nationalité allemande.

## Biographie
Daghfous fait ses débuts professionnels dans la 2. Bundesliga pour le 1. FSV Mainz 05, le 21 octobre 2007, quand il entre sur la pelouse en tant que remplaçant, à la 78e minute de jeu, dans un match contre le SV Wehen Wiesbaden.